# North West (Singapur)
Der North West Singapore District (oder Nordwest) ist eines der fünf Community Development Councils (CDC) des Stadtstaates Singapur. Wie der Name bereits impliziert, befindet sich der Council im Nordwesten Singapurs. Der North West Community Development Council (CDC) initiiert, plant und verwaltet Gemeinschaftsprogramme zur Förderung der Gemeinschaftsbindung und des sozialen Zusammenhalts.
Der Nordwestbezirk umfasst Holland-Bukit Timah, Marsiling-Yew Tee, Nee Soon, Sembawang und Bukit Panjang.

## Der North West Community Development Council (CDC)
Der North West Community Development Council (CDC) hat sechs ständige Ausschüsse, die die Programme der CDC anführen und auf die wichtigsten strategischen Richtungen ausführen. Die sechs ständigen Ausschüsse bestehen aus:

### Ständiger Ausschuss für Unternehmensbeziehungen
Der Ständige Ausschuss für Unternehmensbeziehungen zielt darauf ab, das Branding und die Werbung für die CDC aufzubauen, um die Gemeinschaft besser einzubinden.

### Ständiger Finanzausschuss
Der Ständige Finanzausschuss soll die Zahlungsfähigkeit der CDC aufrechterhalten.

### Ständiger Ausschuss Green Living
Der Green Living Ständige Ausschuss hat sich zum Ziel gesetzt, die grüne Kultur im Stadtteil und die soziale Bindung durch grüne Programme und Anliegen zu fördern. 

### Ständiger Ausschuss für gesundes Leben
Der Ständige Ausschuss für gesundes Leben hat sich zum Ziel gesetzt, eine Gesundheitsgemeinschaft im Bezirk aufzubauen und die soziale Bindung durch Programme für gesundes Leben zu fördern.

### Ständiger Ausschuss für soziale Unterstützung
Der Ständige Ausschuss für soziale Unterstützung hat zum Ziel, die bedürftigen Bewohner des Distrikts durch lokale Hilfsprogramme zu unterstützen, die die nationalen Hilfsprogramme ergänzen.

### SkillsFuture Ständiger Ausschuss
Der SkillsFuture Ständige Ausschuss zielt darauf ab, Programme zu entwickeln, um die Gemeinschaft dazu zu bringen, durch die Beherrschung von Fähigkeiten und lebenslanges Lernen relevant zu bleiben.